# Teatro Fecap

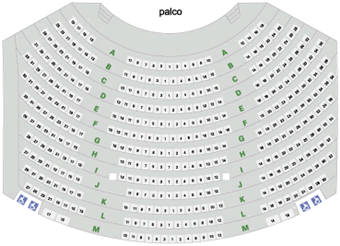
Teatro Fecap, visualização da plateia do teatro

Inaugurado em 2006, oTeatro Fecap era um espaço de apresentação de música popular brasileira, mantido pela Fundação Escola de Comércio Álvares Penteado. A acústica foi feita pelo Alberto Ranellucci. Ali se apresentaram consagrados intérpretes, instrumentistas e autores da música popular brasileira, como Paulinho da Viola, Monica Salmaso, entre outros. O Teatro Fecap é um teatro-estúdio, de alta qualidade acústica, que é também utilizado para gravações ao vivo. Localiza-se na Avenida Liberdade, no bairro da Liberdade, na cidade de São Paulo.Também ja foi conhecido como o Abrigo da Música Popular Brasileira.
Ficha técnica:
Produção: Homero Ferreira, Americo Marques da Costa, Thyago Bráulio, David Alexandre.
Luz: Silvestre Jr, Juliana Pedreira, Camila Andrade, Antonio Oliveira.
Som: Alberto Ranellucci, Rafael Valim, Jorge Godoy, Hernan Pasos, Deco Quintino